# Volkenkundig Museum Justinus van Nassau

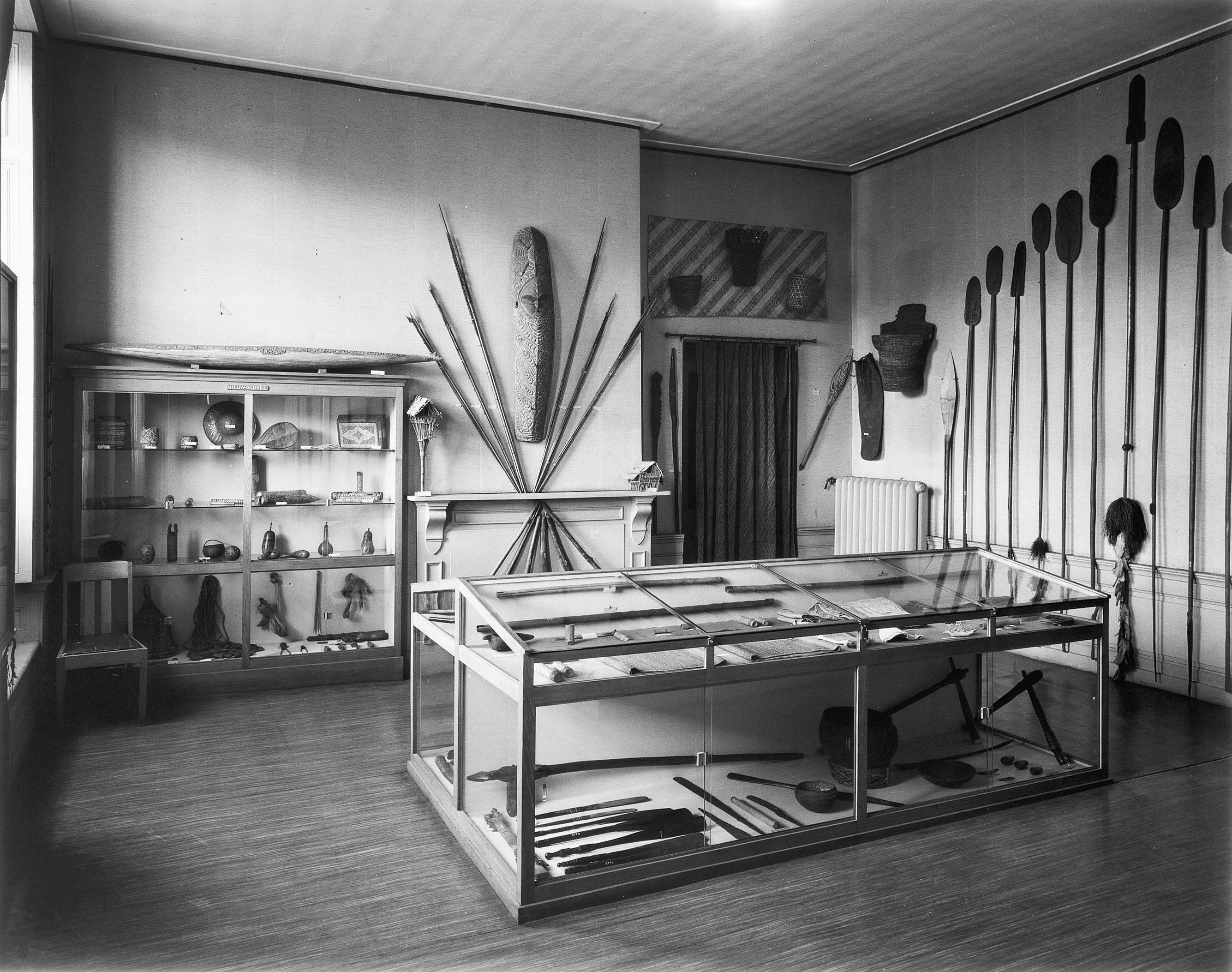
Interieur

Het Volkenkundig Museum Justinus van Nassau is een Nederlands voormalig etnografisch museum in het Gouverneurshuis in Breda.
Het museum werd opgericht in 1923 als Ethnografisch Museum als onderdeel van de Koninklijke Militaire Academie. als De collectie was vanaf 1905 aangelegd voor het onderwijzen van toekomstige officieren van het Nederlandsch-Indische Leger en omvatte met name gevechtswapens.
Eind jaren 1930 werd de collectie ook toegankelijk voor het algemene publiek. In 1948 werd In 1956 werd het museum overgedragen aan het ministerie van Onderwijs en Cultuur en een dochterorganisatie van Museum Volkenkunde in Leiden. Vanaf 1963 werd het museum verbouwd en heropende op 12 oktober 1970 door prins Claus. Het museum trok rond 1980 jaarlijks 25.000 tot 29.000 bezoekers.
Op 1 januari 1993 werd het museum gesloten vanwege bezuinigingen. De collectie werd ondergebracht bij het museum voor volkenkunde in Leiden.